# Rägavere
Rägavere (em estoniano:  Rägavere vald) é um município rural estoniano localizado na região de Lääne-Virumaa.